# Страх и омраза в Лас Вегас
„Страх и омраза в Лас Вегас“ (на английски: Fear and Loathing in Las Vegas) е американско черно-комедиен приключенски филм от 1998 г., който е адаптация на романа „Страх и ненавист в Лас Вегас“, написан от Хънтър Томпсън. Режисьор е Тери Гилиъм, а във филма участват Джони Деп и Бенисио дел Торо.

## Актьорски състав
- Джони Деп – Раул Дюк
- Бенисио дел Торо – доктор Гонзо
- Тоби Магуайър – Стопаджията
- Кристина Ричи – Луси
- Елън Баркин – Сервитьорката в Норт Стар
- Гари Бюси – Магистрален патрулиращ
- Марк Хармън – Репортер в Минт 400
- Камерън Диас – Русата репортерка
- Катрин Хелмънд – Касиерката в хотел „Минт“
- Крейг Бирко – Лакерда
- Деби Рейнълдс – Себе си (глас)

## В България
В България филмът е пуснат по кината на „София Филм Фест“ на 7 март 2016 г.
На 10 юли 2022 г. се излъчва по bTV Cinema с български дублаж, записан в „Саунд Сити Студио“. Екипът се състои от:
| Озвучаващи артисти  | Даринка Митова Яна Огнянова Петър Бонев Димитър Ангелов Станислав Пищалов |
| Преводач            | Любина Ковачева                                                           |
| Тонрежисьор         | Евгени Желязков                                                           |
| Режисьор на дублажа | Тодор Георгиев                                                            |